# Cancerilla ampla
Cancerilla ampla is een eenoogkreeftjessoort uit de familie van de Cancerillidae. De wetenschappelijke naam van de soort is voor het eerst geldig gepubliceerd in 1951 door Heegaard.